# Aleph (tiểu thuyết)
Aleph là tiểu thuyết xuất bản năm 2011 của nhà văn Brazil Paulo Coelho. Được viết dưới hình thức tự truyện, đây là tác phẩm lớn thứ mười bốn của ông, đề cập đến chủ đề tâm linh. Aleph được viết bằng tiếng mẹ đẻ Bồ Đào Nha của Coelho.
Tác phẩm kể câu chuyện về sự hiển linh của chính ông trong một chuyến hành hương qua châu Á vào năm 2006 - trên Đường sắt xuyên Siberia. Tên sách được đặt dựa trên truyện ngắn "The Aleph" của Jorge Luis Borges, xuất bản năm 1945. (Aleph là chữ cái đầu tiên trong bảng chữ cái tiếng Do Thái, với nhiều ý nghĩa thần bí khác nhau) Coelho đã dành bốn năm để thu thập thông tin và viết nội dung trong ba tuần.
Trước cuộc phỏng vấn trên tờ New York Times với Coelho về cuốn tiểu thuyết, Julie Bosman đã mô tả tác giả là "một nhà thần bí Twitter". Một nhà phê bình khác, trong khi thừa nhận sự khó khăn của việc xử lý các khái niệm sâu sắc trong một tác phẩm nổi tiếng, lưu ý rằng "xuyên suốt câu chuyện, khuynh hướng của Coelho là mô tả các khái niệm tâm linh bằng những thuật ngữ đơn giản và khuôn sáo".